# Lijst van straten in Weesp
Dit is een lijst van straten in Weesp in de Nederlandse provincie Noord-Holland met hun oorsprong/betekenis. 

## A
- Aart van der Leeuwstraat - Aart van der Leeuw (Hof van Delft, 23 juni 1876 – Voorburg, 17 april 1931) was een Nederlands prozaschrijver en dichter.
- Achter 't Vosje -
- Achtergracht -
- Achterherengracht -
- Achteromdwarsstraat -
- Achteromstraat -
- Aertjanssenstraat -
- Aetsveldselaan -
- Aetsveldseweg - overblijfsel van een landelijke verbinding van Weesp naar Nigtevecht; nu begint de weg nabij de kruising met de Gooilandseweg en loopt aan de westzijde om de woonwijk Aetsveld
- Amstellandlaan -
- Anton Geesinkstraat - Anton Geesink
- Aquamarin -
- Aveland -

## B
- Basisweg -
- Bastionweg -
- Begijnepolderweg -
- Binnenveer -
- Blauwschildershof -
- Bloemendalerpoldersingel -
- Bloemendalerweg -
- Blokland -
- Blomstraat -
- Bolwerk -

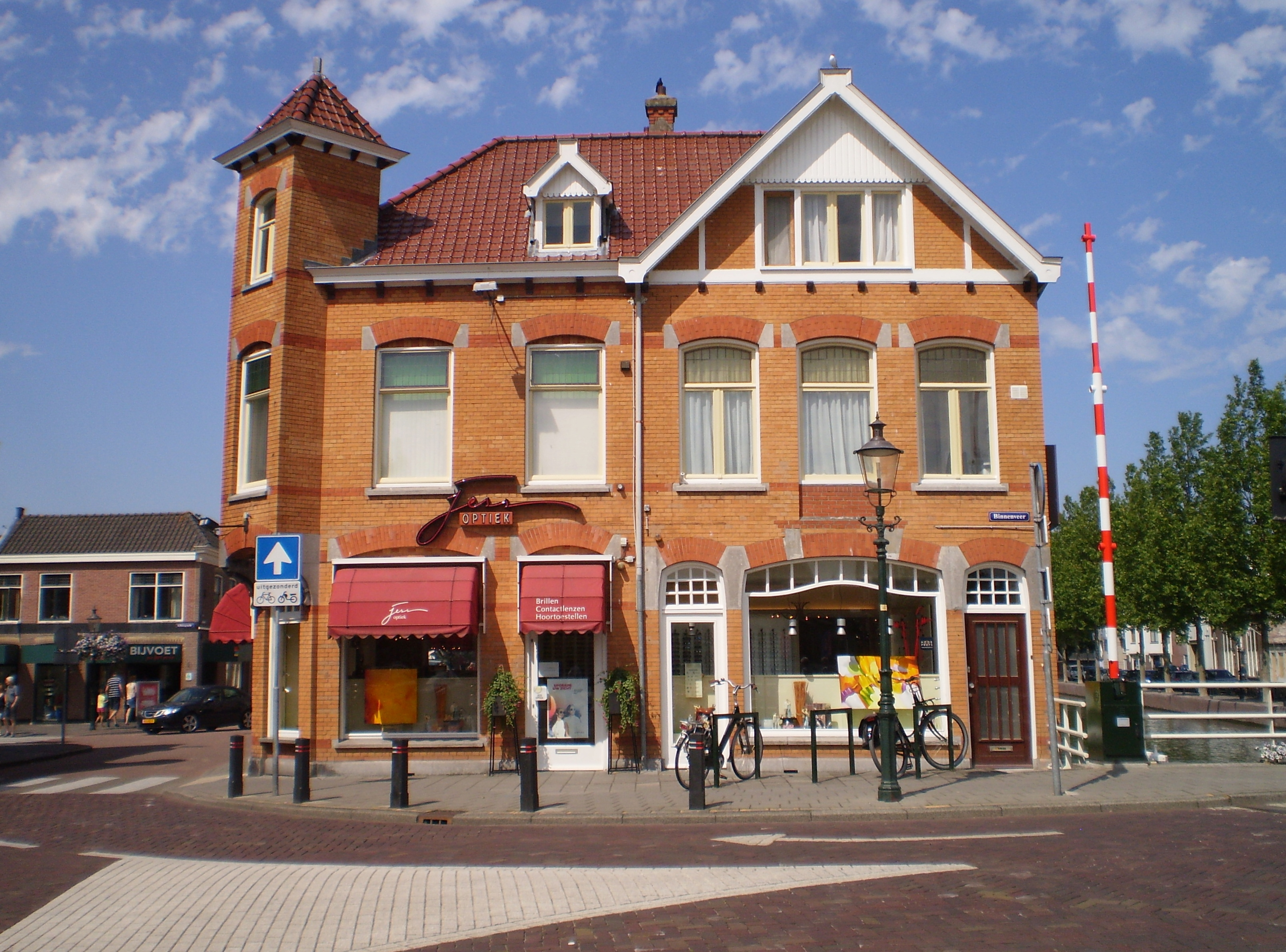
Binnenveer

- Boternesserstraat - molen "Botternesser" van Weesperkarspel
- Breedstraat -
- Brouwershof -
- Buitenveer -

## C
- C J van Houtenlaan - Coenraad Johannes van Houten (Amsterdam, 15 maart 1801 - Weesp, 1887) was de zoon van Casparus van Houten Sr. Hij volgde zijn vader op als eigenaar van de Van Houten chocoladefabriek in Weesp
- C van Drosthagenstraat - Cornelis van Drosthagen was een rijke notaris, procureur en jeneverstoker
- Capelleland -
- Casparuslaan -
- Chirurgijnsweg -
- Claes Dellsteeg - Claas Dell was een brouwer van rond 1600; Tussen Hoogstraat en Middenstraat.
- Courtine -

## D
- Dammerweg - verbindingsweg van de Gooilandseweg naar de kern van Nederhorst den Berg, gelegen aan de oostzijde van de Vecht.
- Dammerweg AB -
- De Grote Weer -
- De Hofstee -
- De Kleine Weer -
- De Rondensteeg - tussen Nieuwstad en Achtergracht.
- De Schans -
- De Vennen -
- Dichtershof -
- Diemerdijkstraat -
- Diepenbroickpark -
- Dirk Marcussteeg - tussen Middenstraat en Nieuwstraat.
- Dr J Th de Visserlaan -
- Dr.A.Kuyperlaan - Abraham Kuyper
- Dr.S.Wartenalaan -
- Dr.Schaepmanstraat -
- Drapeniersstraat -
- Ds.J.P.Tazelaarlaan -

## E
- E Du Perronstraat - Eddy du Perron
- Eemmeerlaan - Eemmeer
- Emmastraat -
- Eva de Wildeplantsoen - Eva de wilde was stadsvroedvrouw

## F
- Flevolaan -
- Frans Halsstraat - schilder Frans Hals
- Frederica Zeijdelaarweg - Dredeica Zeijdelaar gaf leiding aan ‘de jonge juffers’ aan de Fransche kostschool in Weesp

## G
- G H Breitnerstraat - George Hendrik Breitner (Rotterdam, 12 september 1857 – Amsterdam, 5 juni 1923) was een Nederlands kunstschilder, bekend van zijn weergave van het Amsterdamse stadsleven.
- G J Sibillalaan - Weesper schilder Gijsbert Janszoon Sybilla
- Gasthuisland -
- Gasthuissteeg - Bartolomeus gasthuis was aan de achterzijde van het huidige stadhuis gevestigd.
- Gemeenschapspolderweg -
- Gijsbertje Louffhof - Gijsbertje Louff werd in 1635 tot regentes van het burgerweeshuis in Weesp benoemd
- Gildemeestersweg -
- Gooilandseweg - provinciale weg (N 236) naar Bussum
- 's-Gravelandseweg - volgt op de dijk het bochtige verloop van de Vecht naar het oosten
- Groeneweg -
- Grote Plein -

## H
- H J Hoflandlaan -
- H Marsmanstraat -
- H Roland Holsthof -

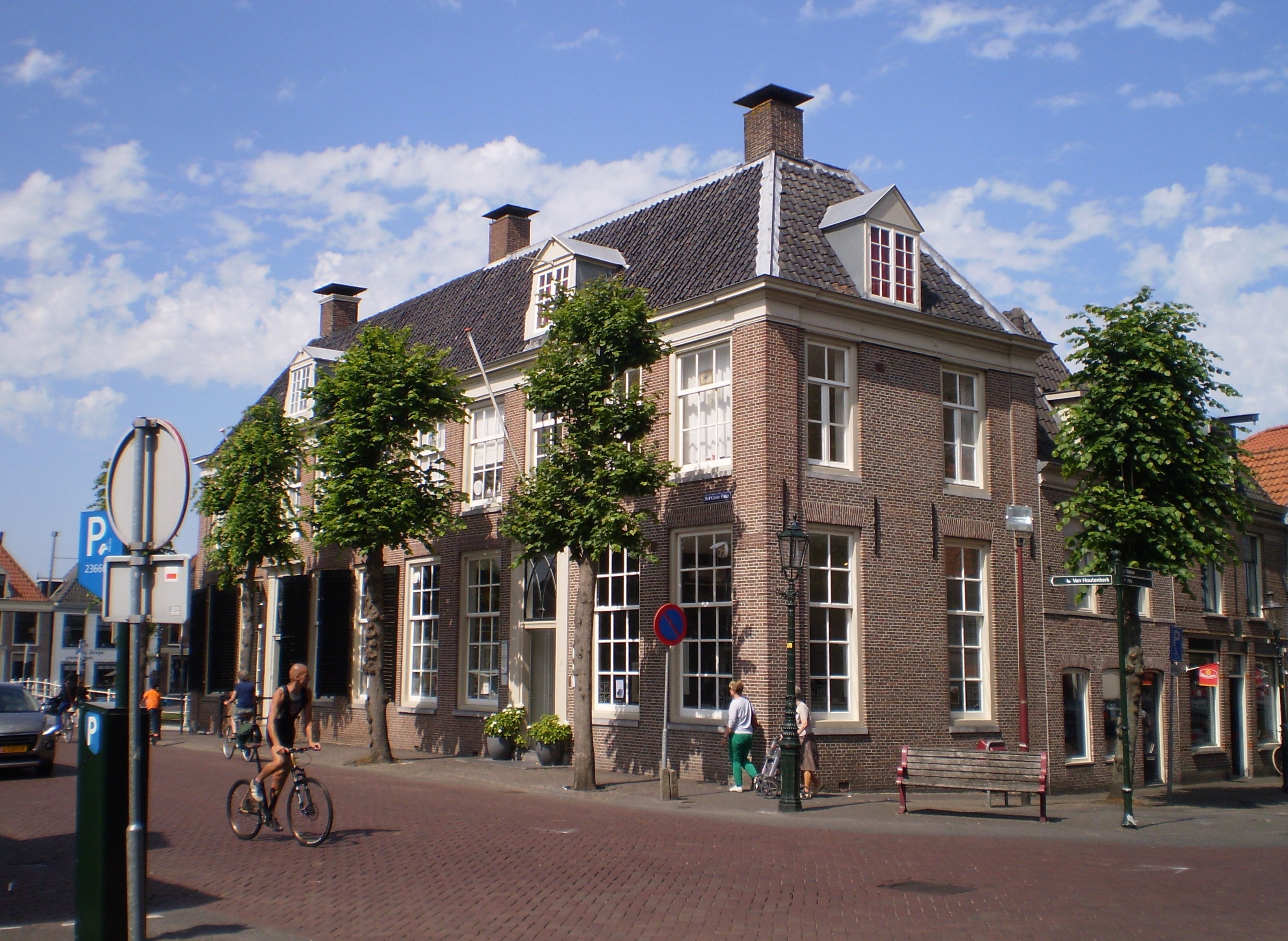
Het Grote Plein

- Hanensteeg - tussen Nieuwstraat en Middenstraat.
- Heemraadweg -
- Heer Elbertsteeg - Tussen Middenstraat en Hoogstraat
- Herengracht -
- Herensingel -
- Herenstraat -
- Het Binnenhof -
- Hogeweyselaan - molen "Hogeweyse" van Weesperkarspel
- Hoogstraat -
- Horn - buurtschap De Horn
- Hugo de Grootlaan - Hugo de Groot

## I
- Ingelandenstraat -

## J
- Jakop Slegthof - Weesper kunstenaar Jacob Slegt; wijk Leeuwenveld 3
- J A Fijnvandraatlaan -
- J H Leopoldhof -
- J O Husleylaan -
- J Slauerhoffstraat - Jacob Slauerhoff (Leeuwarden, 15 september 1898 - Hilversum, 5 oktober 1936) was een van de belangrijkste Nederlandse dichters en romanschrijvers van het interbellum.
- Jacob Marisstraat - Jacob Maris, kunstschilder
- Jan Campertplein -
- Jan Gortersteeg - Tussen Nieuwstad en Achtergracht.
- Jan Prinsstraat -
- Jan Tooropstraat -
- Johannes Vermeerstraat - Johannes Vermeer. kunstschilder
- Jozef Israelsstraat -
- Julianastraat - Juliana der Nederlanden

## K
- Kanaaldijk -
- Kapelsteeg -
- Kastanjelaan -
- Kerklaan -
- Kerksteegje - tussen Lutherse en Grote kerk
- Kerkstraat -
- Keulsevaartstraat -
- Keverdijk -  landelijke weg vanaf de 's-Gravelandseweg naar het noorden
- Kievitshof -
- Kikkenstraat - molen "Kikken" van Weesperkarspel
- Klaas Listinghsteeg - Tussen Achtergracht en Nieuwstad.
- Klein Dijkland -
- Kleine Plein -
- Kleine Weekamp -
- Korendragershof -
- Korte Muiderweg - autoverbinding van Weesp naar de Rijksweg A-1
- Korte Stammerdijk -
- Kostverlorenstraat - molen "Kostverloren" van Weesperkarspel
- Kreugerlaan -
- Kromme Elleboogsteeg -
- Kruisland -

## L
- Lage Klompweg - verbinding met de Gooilandseweg, steekt deze over opnieuw richting Vecht en volgt deze tot

aan de gemeentegrens met Loenen
- Lageweyselaan - molen "Lageweyse" van Weesperkarspel
- Lakenkopersweg -
- Landscronerlaan -
- Lange Muiderweg - bochtige dijkweg, die aan de oostzijde van de Vecht Weesp verbindt met Muiden
- Lange Muiderweg AB -
- Lange Muiderweg WW -
- Leeuwerikstraat -
- Lijsbet Eelantsplein -
- Lobbrich Boudgerslaan -
- Lunettenpad -

## M
- M Dotingalaan - burgemeester M. Dotinga van Weesp
- M Nijhoffstraat -
- Mater Zwaeneiland -
- Meester J C Buhrmannlaan -
- Meeuwenveld -
- Meidoornlaan -
- Meindert Hobbemastraat - Meindert Hobbema
- Mgr Dr W H Nolenslaan - Willem Hubert Nolens, politicus
- Middenstraat -
- Moerwei -
- Molenpad -
- Molenstraat -
- Mouterspad -
- Mr J R Thorbeckelaan -
- Mr P J Troelstralaan - Pieter Jelles Troelstra
- Mr.C. Kooimancentrum -
- Muiderhof -

## N

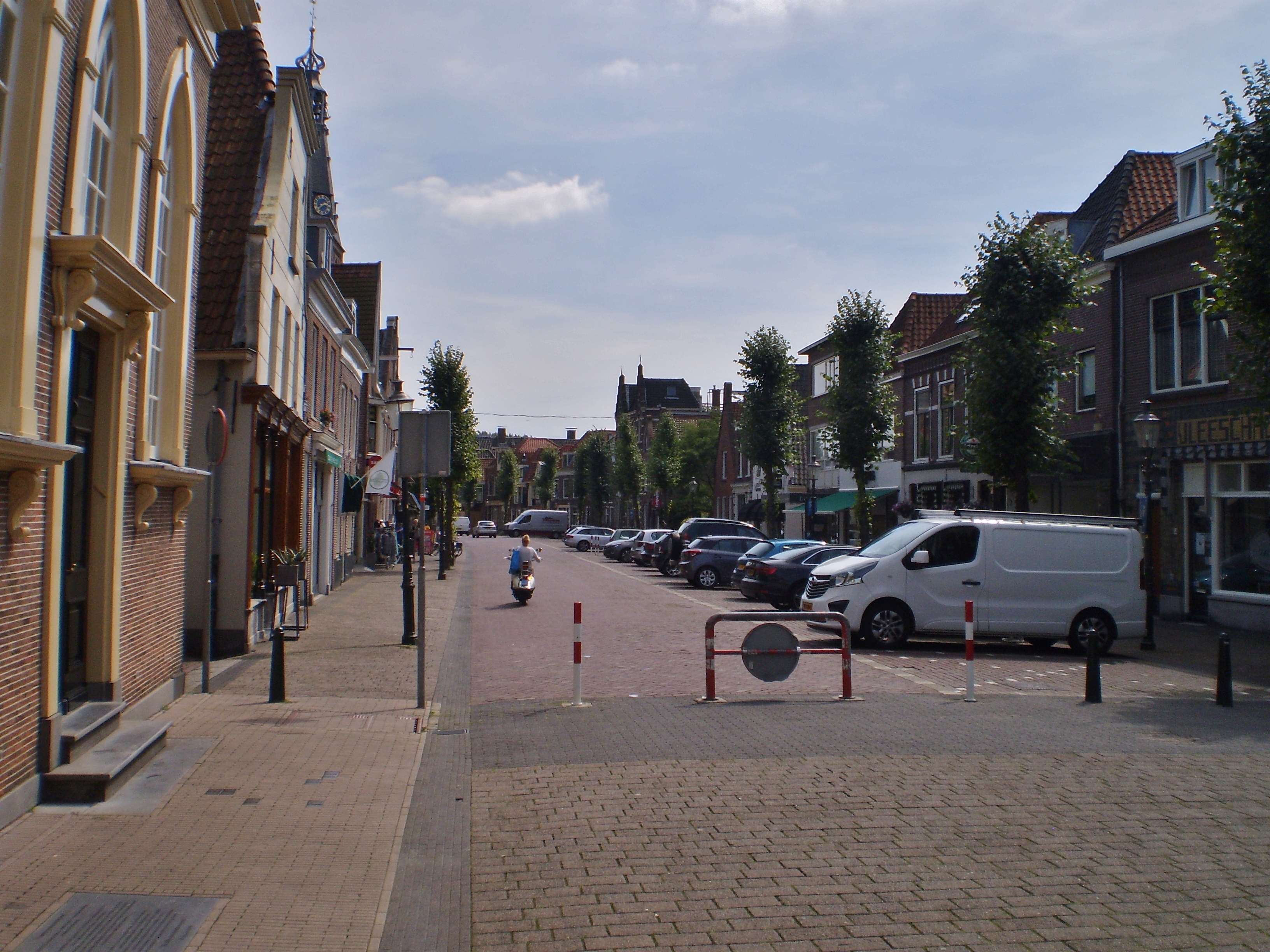
Nieuwstraat

- Nauwe steegje - Tussen Nieuwstraat en Middenstraat.
- Nelson Mandelahof - Nelson Mandela
- Nieuwstad -
- Nieuwstraat -
- Nigtevechtsepad - richting  Nigtevecht onderaan de Kanaaldijk (oost)
- Nijverheidslaan -
- Nonnenakker -

## O
- Ossenmarkt -
- Oude Convent -
- Oudegracht -

## P
- P C Boutensstraat - dichter en classicus P.C. Boutens
- Pampuslaan -
- Papelaan -
- Pastoor Jansenstraat -
- Pieter van Velzenhof - Weesper kunstenaar Pieter van Velden; wijk Leeuwenveld 3
- Plataanlaan - plataan, loofboom
- Poolsteeg - Het enige doodlopende steegje in Weesp.
- Prins Bernhardlaan -
- Prinses Beatrixlaan - Beatrix der Nederlanden
- Prinses Irenelaan -

## R
- Ravelijn - ravelijn
- Reaalspolderweg -
- Reguliershof -
- Reigersweide -
- Rembrandt van Rijnstraat -
- Rijnkade -
- Rondeel - rondeel
- Roskamstraat -

## S

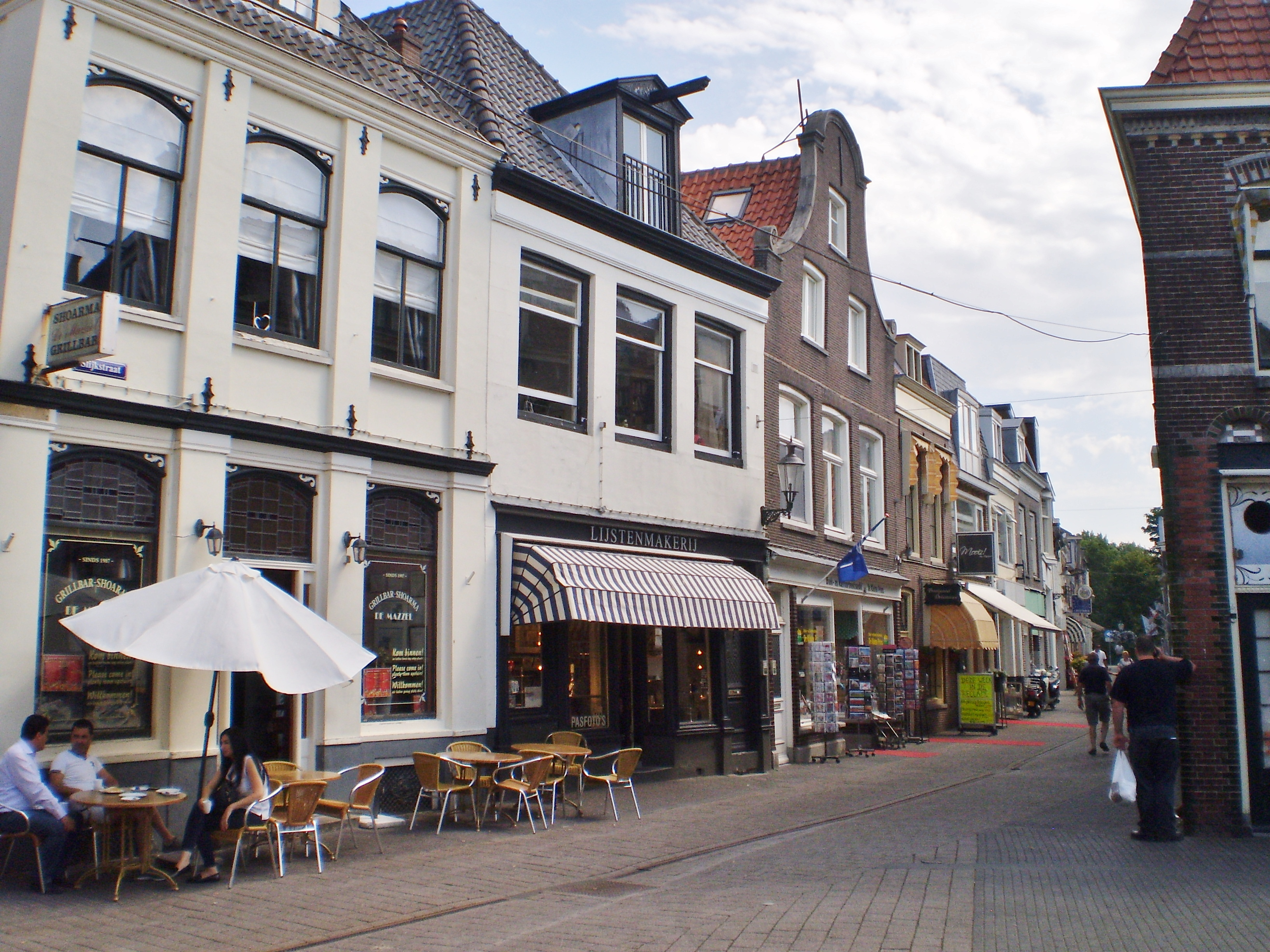
Slijkstraat

- Sam van Gentsteeg - Tussen Nieuwstad en Achtergracht
- Schoolpad -
- Schoolsteeg - meerdere scholen waren door de eeuwen heen hier gevestigd.
- Simon de Vliegerlaan -
- Simon Vestdijkstraat - Simon Vestdijk
- Singel -
- Singelstraat -
- Sinnigvelderstraat - molen "Sinnigvelder" van Weesperbroek
- Sint Annastraat -
- Sint Anthoniestraat -
- Sleutelsteeg - vroegere brouwerij De Sleutel.
- Slijkstraat -
- Spoorstraat -
- Sportparklaan -
- Staalmeesterspad -
- Stationsplein -
- Stationsweg -

## T
- Talmastraat -
- Thom Posthumahof - Weesper kunstenaar Thom Posthuma; wijk Leeuwenveld 3
- Torenstraat -
- Tuinkade -
- Tussen de Grachten -

## U
- Utrechtseweg -

## V
- Van Houten Industriepark -
- Verlengd Buitenveer -
- Vincent van Goghstraat - Vincent van Gogh, schilder
- Vorsselmanstraat -

## W
- Waagplein -
- Waardijnstraat -
- Waarschapsstraat -
- Wevershoek -
- Wiefferingdreef -
- Wilhelminastraat -
- Willem de Merodestraat - Willem de Merode
- Wintertuin -
- Wollenweversbuurt -
- Wout van Vliethof - Weesper kunstenaar Wout van Vliet; wijk Leeuwenveld 3

## Z
- Zandstraat -
- Zeeburgstraat -